# Burning (documental)
Burning (2021) es una película documental australiana de Eva Orner y Jonathan Schaerf, que documenta los incendios masivos de la temporada de incendios forestales de Australia de 2019-20.
El film analiza temporadas anteriores de incendios forestales en Australia y las compara con los incendios de 2019-2020 desde la perspectiva de los bomberos, residentes y el pueblo australiano. Burning señala que en los incendios forestales de la selva amazónica de 2019 se quemaron 2,2 millones de acres (906 mil hectáreas), en los incendios forestales de California de 2020 se quemaron 4,4 millones de acres (1,78 millones de hectáreas), mientras que en los incendios del denominado "Verano Negro" de Australia de 2019-2020 se quemaron 59 millones de acres (24 millones de hectáreas).
El film expone imágenes de los incendios, incluyendo localidades en las que no solían presentarse estos eventos. También incorpora testimonios a cámara y fragmentos de las coberturas de distintos noticieros. Presenta varias historias, como la de la activista adolescente australiana Daisy Jeffrey. También incluye entrevistas con el ecologista Tim Flannery y el autor Bruce Pascoe.
El documental no solo muestra las consecuencias inmediatas de esta situación, sino que también refleja otros resultados como problemas respiratorios, casos de muerte fetal, e impacto emocional en sobrevivientes de los incendios.
Políticamente, Burning se enfoca en el Movimiento de Jóvenes por el Clima durante este período y la inacción del Primer Ministro de Australia Scott Morrison.

## Recepción
Burning se ha comparado con An Inconvenient Truth por su presentación precisa y basada en hechos de los problemas al mostrar la perspectiva de bomberos, residentes, jóvenes y políticos. La película tiene una calificación del 94% en Rotten Tomatoes.